# Onut, Zastavna
Onut (în ucraineană Онут, transliterat: Onut și în germană Onuth) este un sat reședință de comună în raionul Zastavna din regiunea Cernăuți (Ucraina). Are 624 locuitori, preponderent ucraineni (ruteni).
Satul Onut este situat la o altitudine de 139 metri, pe malul de sud al râului Nistru, în partea de nord-est a raionului Zastavna.
Localitatea este traversată de pârâul Onut, care reprezenta granița dintre Imperiul Austriac (Bucovina) și cel Rus (Basarabia). Cea mai mare parte a satului este în Bucovina, iar cea de pe malul drept al râului în Basarabia și se numea Onutul-Mic.

## Istorie
Așezarea medievală timpurie de la Onut-Strelka este atestată arheologic începând din secolul al IX-lea, fiind încadrată în grupul local de așezări Hotin. În secolele XII-XIII, ea făcea parte din șirul de localități haliciene de pe Nistru care marcau granița sudică a Galiției. Acestea includeau orașele și cetățile Vasilău (azi satul Vasîliv, raionul Zastavna), Onut, Bacota, Ușița, Cucelmina, Calisia. Centrul religios al ținutului a putut fi localitatea Vasilău din plasa antebelică și actualul raion Zastavna (Vasîliv în limba ucraineană), aflată la 10 km mai înspre vest, pe malul de sud al Nistrului, unde s-au descoperit ruinele unei biserici cu fundația de piatră și un cimitir plin de cruci de piatră, unele din secolul al XII-lea.
Onutul este menționat ca punct de frontieră al cnezatului halician în Letopisețul Ipatiev (Ипатьевская летопись), care relatează că în anul 1213, cneazul Daniil se refugiază din Halici și „trece prin Onut mergând în câmp”. El se îndreaptă apoi spre Plav și de acolo ajunge mai jos de Cucelmin, „cugetând unde să treacă râul Nistru”. „Câmpul” care se întindea spre sud dincolo de linia de hotar Onut-Plav-Cucelmin este interpretat ca teritoriul străin, independent de cnezatul Haliciului.
Localitatea Onut a făcut parte din Principatul Moldovei încă de la înființarea acestuia în 1359, cu unele intermitențe, urmând destinul Țării Șipenițului, în marginea căreia era situată. Mult timp, de la apariția statelor românești până la pierderea Bucovinei, granițele moldovenilor au fost pe linia Nistrului, depășind Onutul spre vest. În documentele moldovenesti, localitatea este menționată pentru prima dată la 12 aprilie 1457, sub denumirea de Onutul de Jos (localitatea invecinată Pârâul Negru purtând pe atunci denumirea de Onutul de Sus).
Începând din secolul al XVII-lea, satele Onutul de Sus și Onutul de Jos au intrat în posesia boierilor Cantacuzini. Ele alcătuiau, împreună cu Samușin, Martinești, Cernauca și toate câmpiile dimprejur, unul din latifundiile uriașe ale acestei familii situate între Nistru și Prut. Din studiul documentelor păstrate referitoare la litigiile în care au fost implicate aceste posesiuni și al numelor de locuitori menționate în aceste documente, rezultă caracterul românesc al populației de atunci a regiunii.
În ianuarie 1775, ca „răsplată” pentru neutralitatea pe care o păstrase în timpul războiului dintre Turcia și Rusia (1768-1774), Imperiul Austriac a primit o parte din teritoriul Moldovei, teritoriu cunoscut de atunci încoace sub denumirea de Bucovina, și incluzând Onutul. În cadrul austriac, Ducatul Bucovinei, guvernat de către austrieci, a fost organizat în districte (în germană Bezirke), Onutul făcând parte din districtul Zastavna (în germană Zastawna).
Începând cu perioada austriacă, Onutul de Jos a păstrat numele simplu de „Onut”, iar Onutul de Sus a primit numele de „Pârâul Negru” sau „Balamutiuc”. În secolul al XIX-lea apare pentru Pârâul Negru numele de „Ciarni Potoc” (Czarnipotok). Cele două sate, împreună cu alte 36 de localități dintre Nistru și Prut, au fost hotărnicite și cartografiate în 1782 de inginerul hotarnic Ioan Budinszky. Rezultatele muncii sale de teren au fost cuprinse în raportul Die Beschreibung des Bucoviner Districtes (Descrierea districtului bucovinean), care conține informații valoroase despre situația regiunii la începutul perioadei austriece.
Onutul a fost „curând slavizat prin imigrarea timpurie și continuă a Galițienilor”. Numărul de familii a crescut de la 40, în 1774, la 96, în 1780, ajungând la 142 de familii, în 1786 (împreună cu Pârâul Negru). La nivelul anului 1915, istoricul Ion Nistor notează că populația districtelor Coțmanilor și Zastavnei număra 86.898 de ruteni și doar 185 de români. „Vechile numiri românești fură înlocuite cu nume rutenești. În școală și în biserică nu se mai aude limba română. O rutenizare mai desăvârșită, într-un timp relativ așa de scurt, nici că se mai poate constata în altă țară undeva.”
În a doua jumătate a secolului al XIX-lea, din cariera de la Onut s-a extras piatra de marmură folosită la construirea palatului reședinței mitropolitane din Cernăuți. Din 1866, funcționa la Onut o școală cu 2 clase. Conform mărturiei preotului Dimitrie Țopa, satul a fost complet distrus în timpul Primului Război Mondial.
După Unirea Bucovinei cu România la 28 noiembrie 1918, satul Onut a făcut parte din Plasa Nistrului a județului Cernăuți. Pe atunci, majoritatea populației era deja formată din ucraineni, existând încă și o minoritate de români. În perioada interbelică, se extrăgea din raza satului nisip folosit la construcții. Mulțumită faptului că nu se găsea încă în Uniunea Sovietică, Onutul a scăpat de foametea ucigașă care a bântuit Ucraina în anii 1930.
Ca urmare a Pactului Hitler-Stalin din 1939, Polonia a fost cotropită de Germania nazistă și de URSS, Onutul fiind unul din punctele de trecere a ultimelor trupe poloneze supraviețuitoare, refugiate în România, țară neutră care le-a transportat pe navele Serviciului maritim român până în Egiptul britanic. Tot conform pactului Hitler-Stalin, la data de 28 iunie 1940 Bucovina de Nord a fost anexată de către URSS și integrată în componența RSS Ucrainene, reintrând în componența României în perioada 1941-1944, pentru a fi reocupată de către URSS în anul 1944. 
Începând din anul 1991, satul Onut face parte din raionul Zastavna al regiunii Cernăuți din cadrul Ucrainei independente. Începând din anul 1991, satul Onut face parte din raionul Zastavna al regiunii Cernăuți din cadrul Ucrainei independente. Conform recensământului din 1989, doar trei locuitori din localitate s-au declarat români sau moldoveni, reprezentând 0,42% din cei 624 locuitori, preponderent ucraineni.

## Demografie
Componența lingvistică a comunei Onut (2001)
     Ucraineană (99,52%)
     Alte limbi (0,48%)

### Recensământul din 1900
Conform rezultatelor recensământului de la 31 decembrie 1900 întreprins de autoritățile din Austro-Ungaria, satul Onut (fără Pârâul Negru) avea o suprafață de 529 de hectare și număra 224 de case. Populația sa se ridica la 955 de locuitori, din care 491 erau bărbați și 464 erau femei. Structura confesională a populației cuprindea: 21 de catolici (5 greco-catolici), 848 de ortodocși și 86 de israeliți. Distribuția ei după limba maternă vorbită era: 96 de germani și 859 de ruteni – niciun român.

### Recensământul din 1930
Componența etnică a comunei Onut (județul Cernăuți)
     Ruteni (95,83%)
     Evrei (3,03%)
     Altă etnie (1,14%)
Componența confesională a comunei Onut
     Ortodocși (94,45%)
     Mozaici (3,03%)
     Greco-catolici (1,73%)
     Altă religie (0,79%)
Conform recensământului efectuat în 1930 de autoritățile din Regatul României, populația comunei Onut (fără fostul sat Onutul-Mic din județul Hotin) se ridica la 1.153 locuitori. Majoritatea locuitorilor erau ruteni (95,83%), cu o minoritate de evrei (3,03%). Alte persoane s-au declarat: români (10 persoane), maghiari (1 persoană) și germani (1 persoană). Din punct de vedere confesional, majoritatea locuitorilor erau ortodocși (94,45%), dar existau și mozaici (3,03%) și greco-catolici (1,73%). Alte persoane au declarat: reformați\calvini (1 persoană), romano-catolici (3 persoane), evanghelici\luterani (1 persoană) și altă religie (4 persoane).

### Recensământul din 1989
Conform recensământului de la 12 ianuarie 1989 organizat de autoritățile din RSS Ucraineană, populația reală a comunei Onut era de 1.342 de locuitori. Populația permanentă (incluzând și persoanele absente temporar la data recensământului) se ridica la 1.345 de locuitori, din care 638 în satul Pârâul Negru și 707 în satul Onut. Dintre aceștia din urmă, 311 erau bărbați, iar 396 femei. Nu s-au înregistrat informații referitoare la etnie, limba maternă sau confesiune.

### Recensământul din 2001
Conform recensământului de la 5 decembrie 2001 realizat de autoritățile din Ucraina, populația reală a comunei Onut era de 622 de locuitori (fără Pârâul Negru). Distribuția ei procentuală după limba maternă era: 99,52% vorbitori de ucraineană, 0,32% vorbitorii de rusă și 0,16% vorbitori de română.